# Mahmut Demir
Pour les articles homonymes, voir Demir.
Mahmut Demir est un lutteur turc spécialiste de la lutte libre né le 21 janvier 1970 à Suluova.

## Biographie
Lors des Jeux olympiques d'été de 1996, il remporte le titre olympique en combattant dans la catégorie des -130 kg. Il est sacré champion d'Europe en 1993, 1995 et 1996 en -130 kg et champion du monde en 1994.